# Givry (Saône-et-Loire)
Givry (Saône-et-Loire) ist eine französische Gemeinde mit 3623 Einwohnern (Stand 1. Januar 2022) im Département Saône-et-Loire in der Region Bourgogne-Franche-Comté. Sie hat eine Fläche von 26,03 km² und liegt im nördlichen Teil der Côte Chalonnaise, etwa 29 Kilometer südlich von Beaune und acht Kilometer westlich von Chalon-sur-Saône auf einer Höhe zwischen 181 m und 447 m über dem Meer. Die Wirtschaftszweige sind Steinbrüche, Viehzucht, Obstanbau und Weinanbau.
Die Bewohner werden Givrotins und Givrotines genannt.

## Geschichte
Givry gehörte zum Besitz der Schlossherren von Chalon, den Herzögen von Burgund. Bereits im 13. Jahrhundert war sie eine befestigte Stadt, die in den Religionskriegen schwerste Verluste hinnehmen musste.

## Bevölkerungsentwicklung
| Givry: Einwohnerzahlen von 1793 bis 2016                                                                                   | Givry: Einwohnerzahlen von 1793 bis 2016 | Givry: Einwohnerzahlen von 1793 bis 2016 | Givry: Einwohnerzahlen von 1793 bis 2016 | Givry: Einwohnerzahlen von 1793 bis 2016 |
| --- | ---------------------------------------- | ---------------------------------------- | ---------------------------------------- | ---------------------------------------- |
| Jahr |                                          |                                          |                                          | Einwohner                                |
| 1793 | 1793                                     |                                          | 2.692                                    | 2.692                                    |
| 1800 | 1800                                     |                                          | 2.582                                    | 2.582                                    |
| 1806 | 1806                                     |                                          | 2.644                                    | 2.644                                    |
| 1821 | 1821                                     |                                          | 2.648                                    | 2.648                                    |
| 1831 | 1831                                     |                                          | 2.694                                    | 2.694                                    |
| 1836 | 1836                                     |                                          | 2.901                                    | 2.901                                    |
| 1841 | 1841                                     |                                          | 2.938                                    | 2.938                                    |
| 1846 | 1846                                     |                                          | 2.906                                    | 2.906                                    |
| 1851 | 1851                                     |                                          | 3.071                                    | 3.071                                    |
| 1856 | 1856                                     |                                          | 3.091                                    | 3.091                                    |
| 1861 | 1861                                     |                                          | 3.046                                    | 3.046                                    |
| 1866 | 1866                                     |                                          | 3.118                                    | 3.118                                    |
| 1872 | 1872                                     |                                          | 2.961                                    | 2.961                                    |
| 1876 | 1876                                     |                                          | 2.957                                    | 2.957                                    |
| 1881 | 1881                                     |                                          | 2.979                                    | 2.979                                    |
| 1886 | 1886                                     |                                          | 2.773                                    | 2.773                                    |
| 1891 | 1891                                     |                                          | 2.609                                    | 2.609                                    |
| 1896 | 1896                                     |                                          | 2.534                                    | 2.534                                    |
| 1901 | 1901                                     |                                          | 2.616                                    | 2.616                                    |
| 1906 | 1906                                     |                                          | 2.418                                    | 2.418                                    |
| 1911 | 1911                                     |                                          | 2.160                                    | 2.160                                    |
| 1921 | 1921                                     |                                          | 1.992                                    | 1.992                                    |
| 1926 | 1926                                     |                                          | 1.905                                    | 1.905                                    |
| 1931 | 1931                                     |                                          | 1.946                                    | 1.946                                    |
| 1936 | 1936                                     |                                          | 1.899                                    | 1.899                                    |
| 1946 | 1946                                     |                                          | 1.870                                    | 1.870                                    |
| 1954 | 1954                                     |                                          | 2.065                                    | 2.065                                    |
| 1962 | 1962                                     |                                          | 2.225                                    | 2.225                                    |
| 1968 | 1968                                     |                                          | 2.200                                    | 2.200                                    |
| 1975 | 1975                                     |                                          | 2.560                                    | 2.560                                    |
| 1982 | 1982                                     |                                          | 3.125                                    | 3.125                                    |
| 1990 | 1990                                     |                                          | 3.340                                    | 3.340                                    |
| 1999 | 1999                                     |                                          | 3.596                                    | 3.596                                    |
| 2006 | 2006                                     |                                          | 3.668                                    | 3.668                                    |
| 2011 | 2011                                     |                                          | 3.694                                    | 3.694                                    |
| 2016 | 2016                                     |                                          | 3.692                                    | 3.692                                    |
| Quelle(n): EHESS/Cassini bis 1999, INSEE ab 2006 Anmerkung(en): Ab 1962 offizielle Zahlen ohne Einwohner mit Zweitwohnsitz |                                          |                                          |                                          |                                          |

## Sehenswürdigkeiten
- Runde Markthalle, 1830 errichtet, seit 1931 als Monument historique klassifiziert
- Bürgerhäuser aus verschiedenen Jahrhunderten
- Sieben Brunnen in der Stadt, davon sind die Fontaine aux Dauphins (seit 1931 als Monument historique klassifiziert) und die Fontaine sur le Boulevard de Metz aus dem 18. Jahrhundert. Der Brunnen auf dem Platz der Markthalle wurde 1828 errichtet und ist seit 1931 als Monument historique klassifiziert.
- Rathaus aus dem 18. Jahrhundert mit einem Tor in Form des Arc de Triomphe, seit 1931 als Monument historique klassifiziert
- Ehemaliges Hôtel-Dieu, Kapelle Notre-Dame-de-Pitiéund Brunnen sind seit 1921 als Monument historique klassifiziert
- Weingut der Mönche von La Ferté aus dem 12. Jahrhundert, Fassaden Dächer und Windmühle sind seit 1970 als Monument historique eingeschrieben
- Weingut Besson aus dem 18. Jahrhundert, Vorratskeller und Taubenschlag sind seit 1997 als Monument historique eingeschrieben
- Monumentalkreuz des 15. Jahrhunderts zwischen Poncey und Cortiambles, seit 1927 als Monument historique eingeschrieben
- Windmühle
- Herrenhaus des Clos de Vauvry aus dem 17. Jahrhundert
- In den Felsen gehauene Weinkeller in zwei Etagen
- Waschhaus und Backofen aus dem 15. Jahrhundert in Russilly
- Kirche St. Peter und Paul, 1791 erbaut, seit 1913 als Monument historique klassifiziert
- Ehemalige Kirche Saint-Martin im Ortsteil Cortiambles aus dem 12. Jahrhundert, seit 1941 als Monument historique eingeschrieben
- Kirche Saint-Martin im Ortsteil Poncey
- Kirche Saint-Martin im Ortsteil Russilly

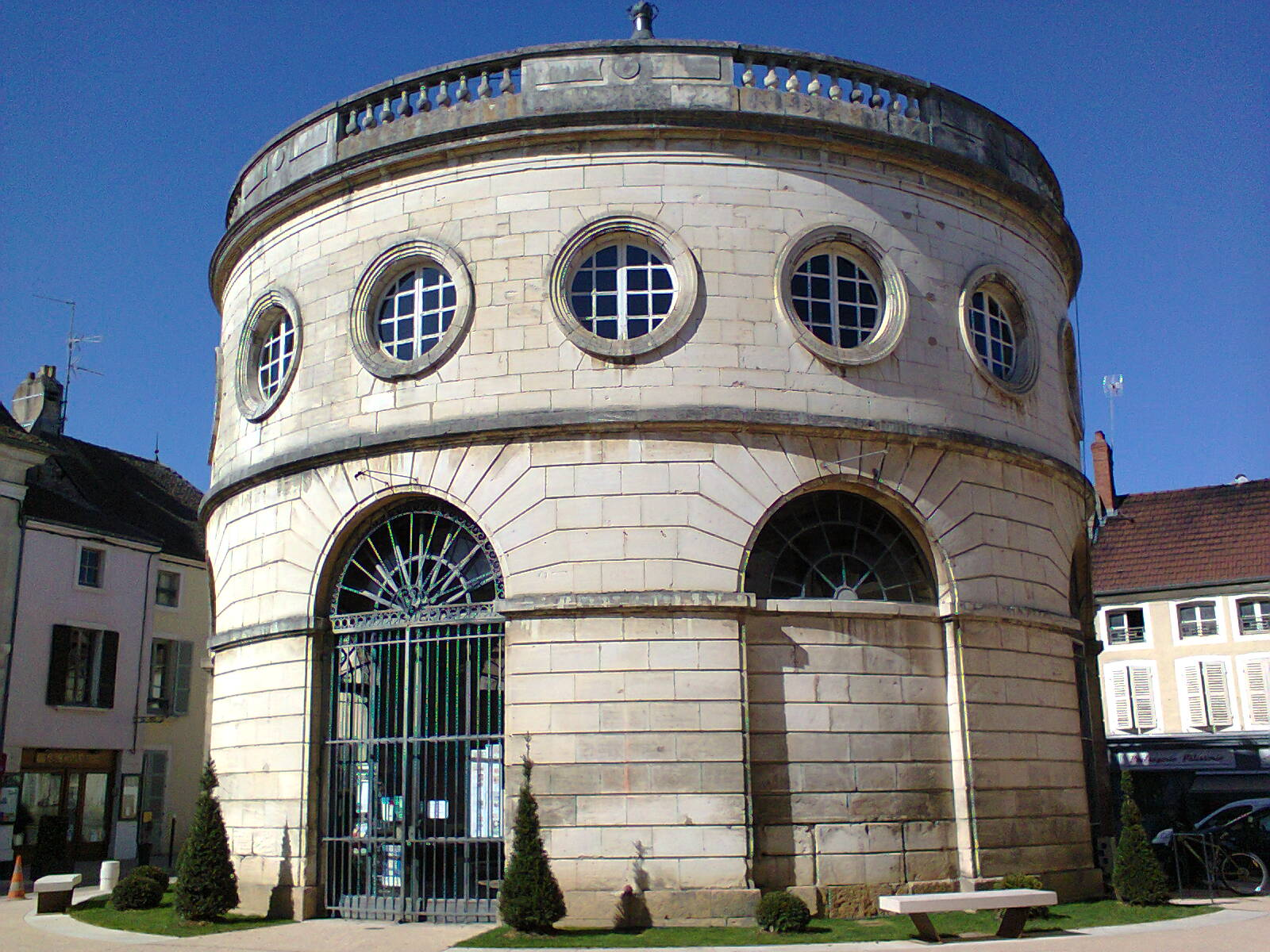
Runde Markthalle
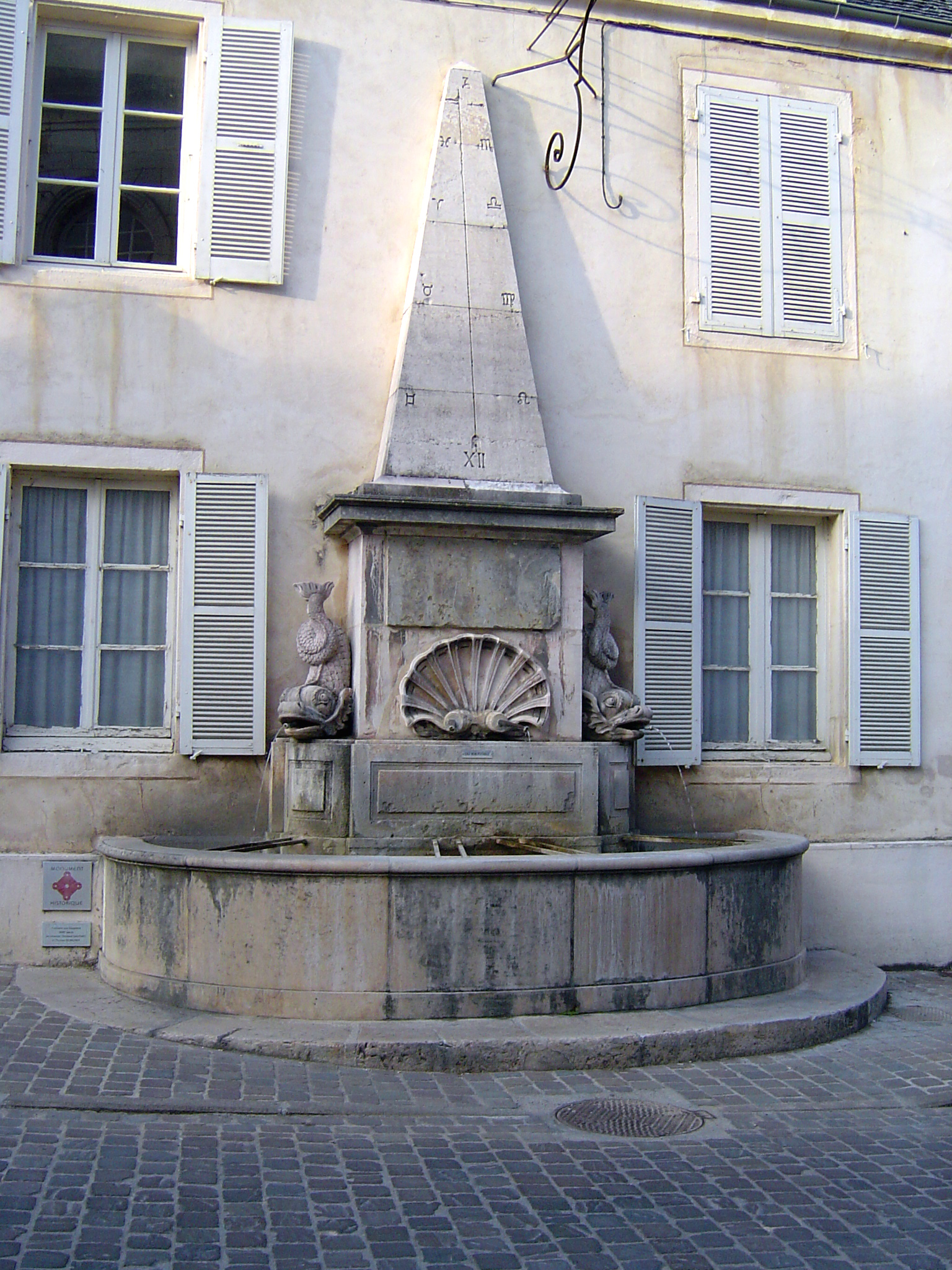
Fontaine aux Dauphins
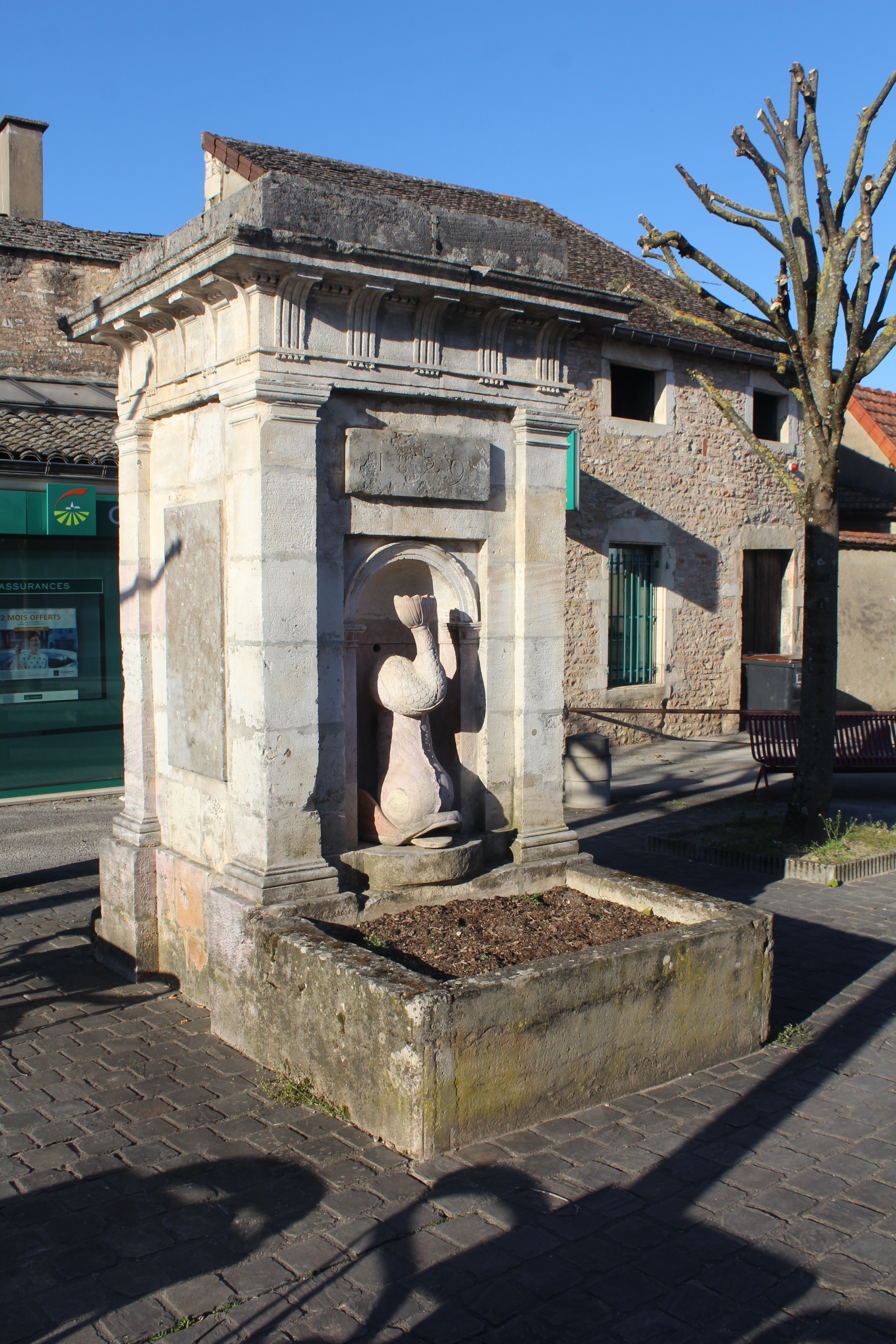
Brunnen auf dem Platz der Markthalle
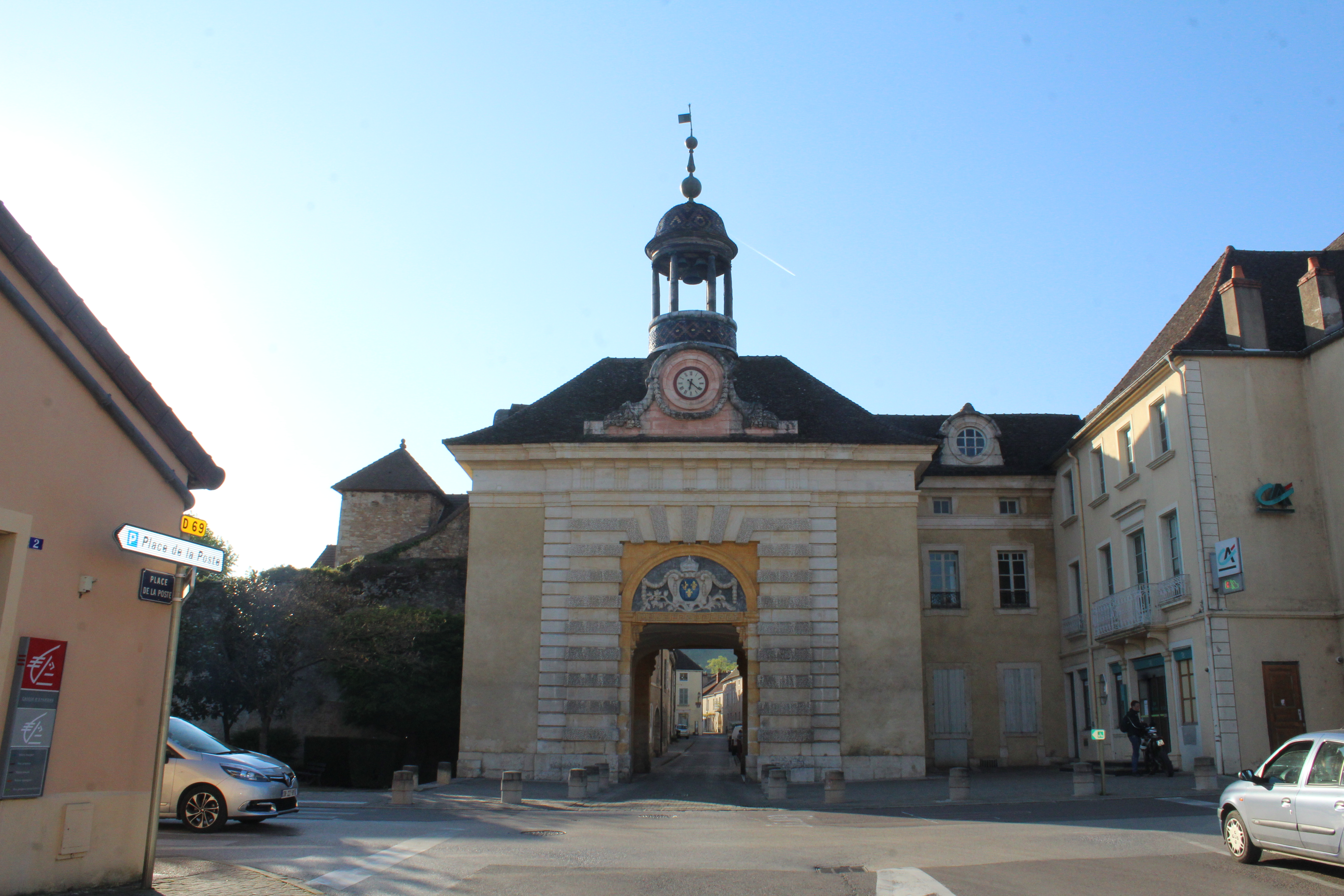
Rathaus (Hôtel de ville)
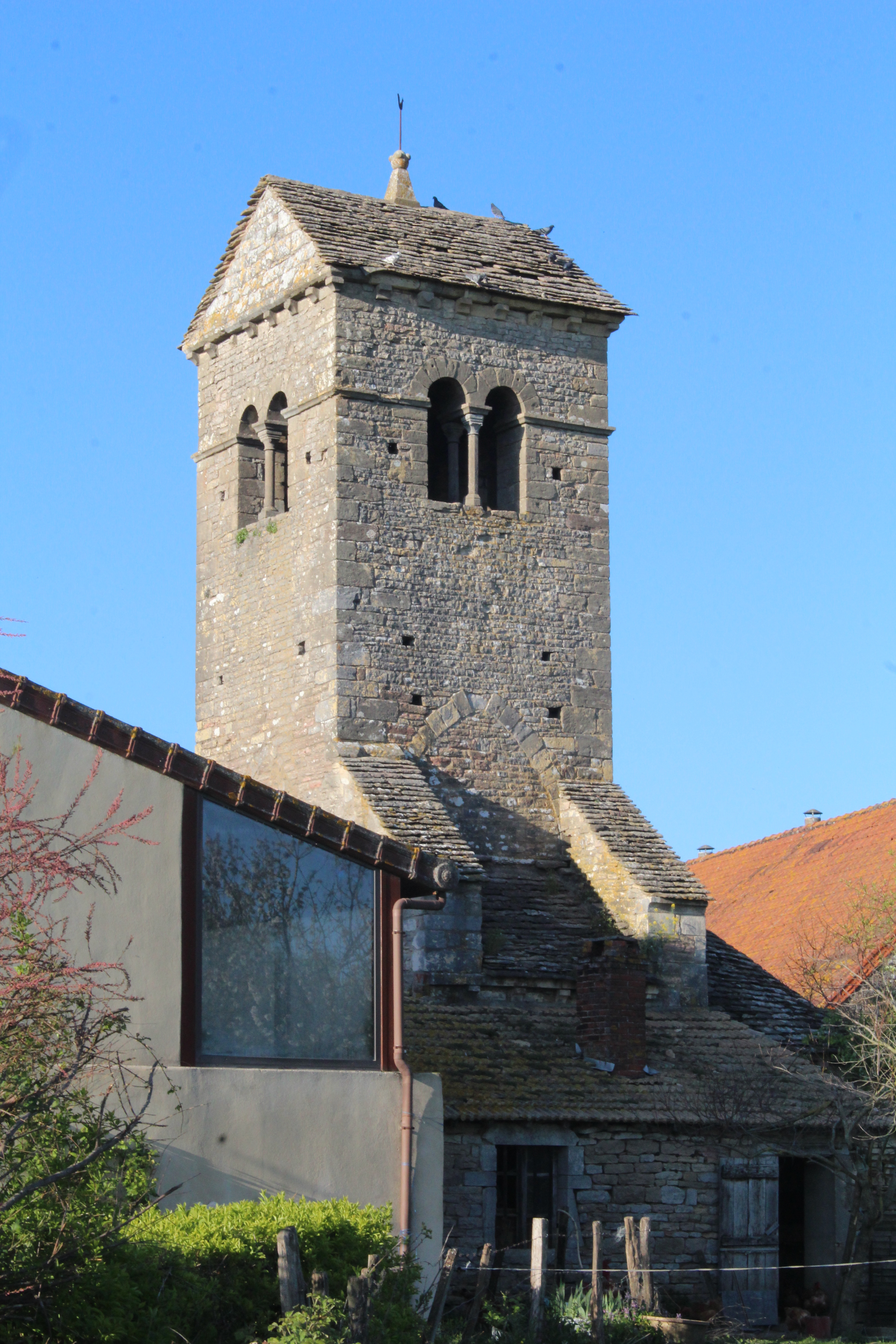
Ehemaliges Hôtel-Dieu
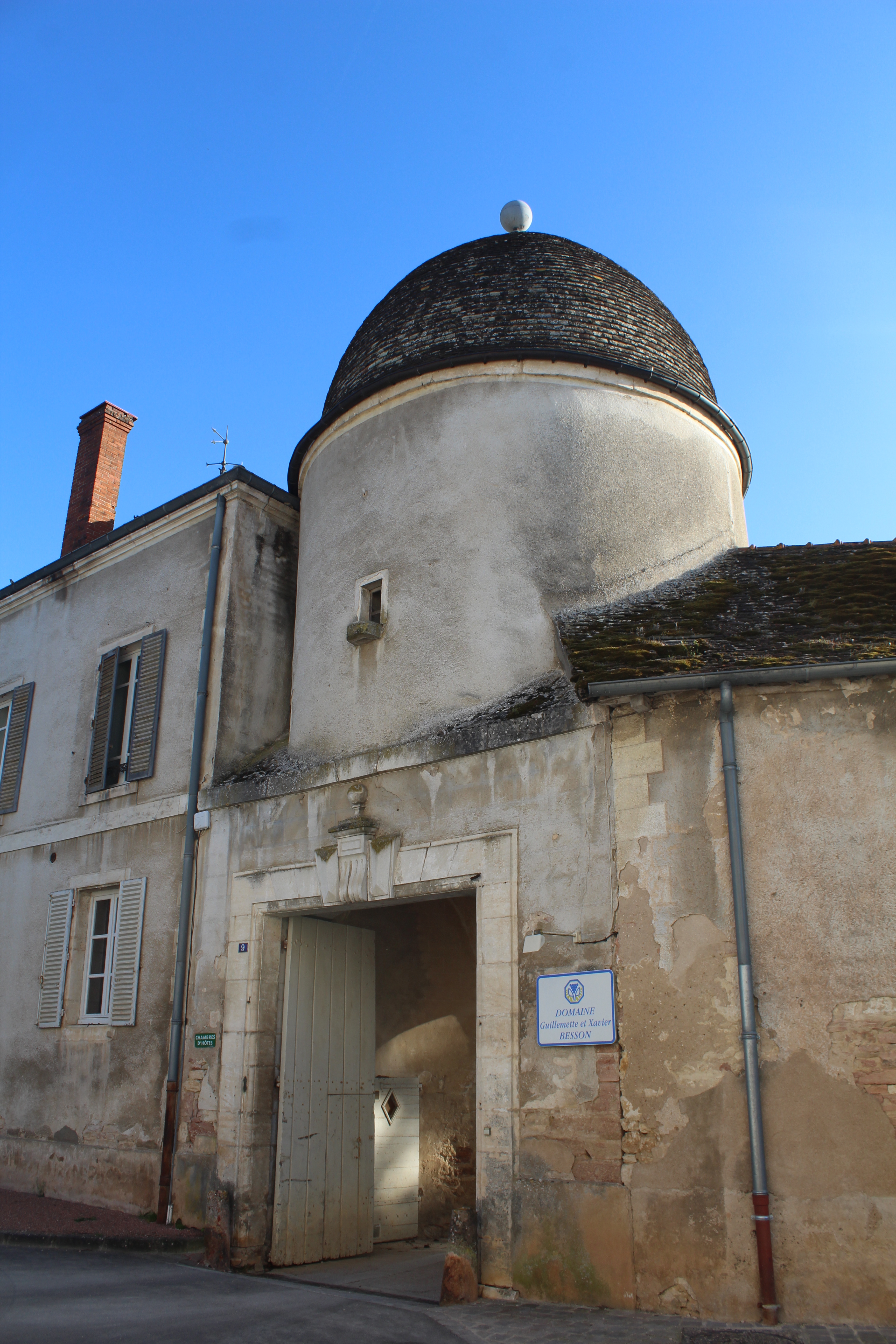
Taubenschlag des Weinguts Besson
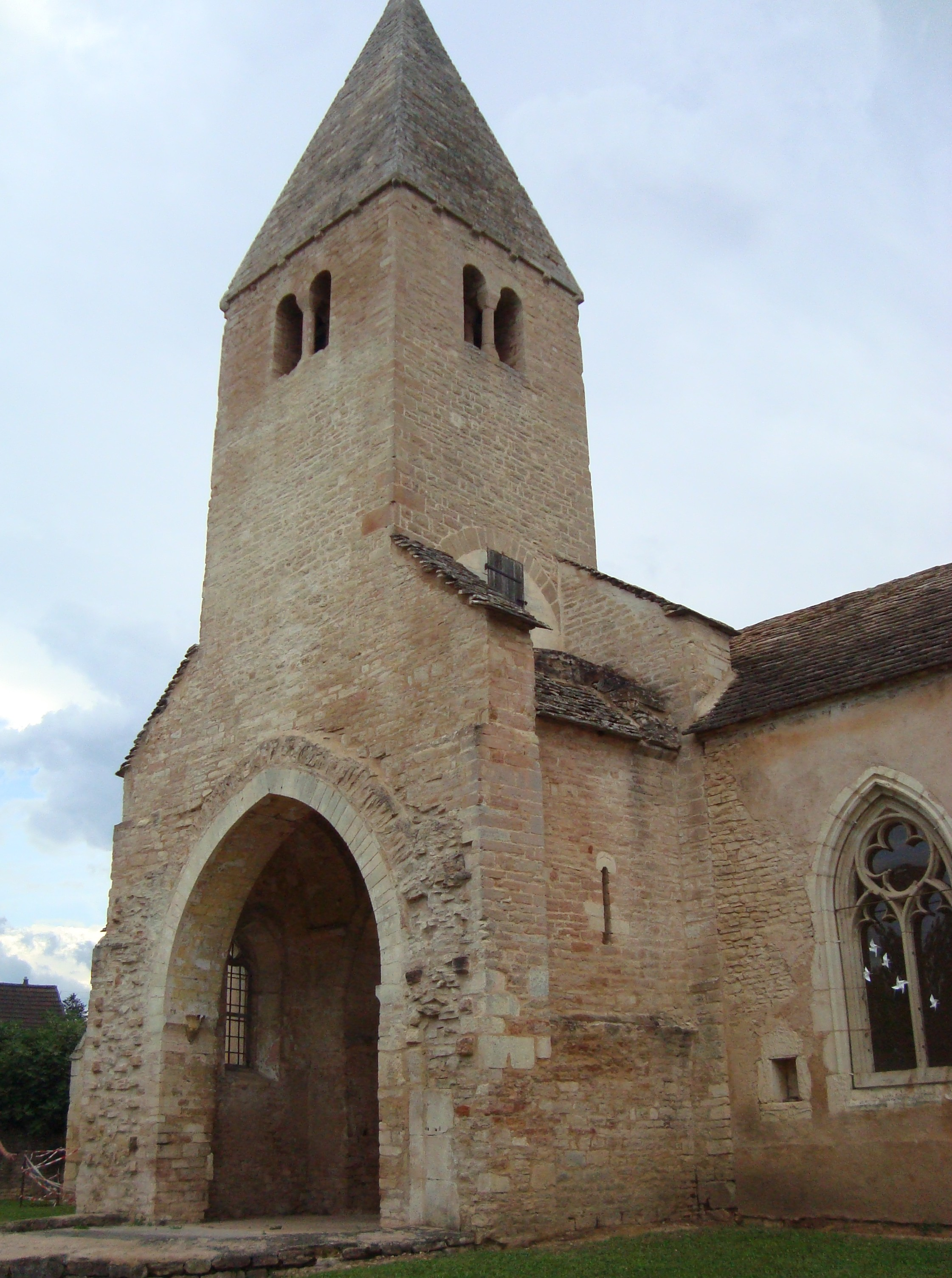
Ehemalige Kirche Saint-Martin

## Persönlichkeiten
- Dominique Vivant Denon (Givry 1747–1825 Paris), französischer Kunstexperte im Dienste Napoléons I.
- Marie-Guillaume Daumas (Cuisery 1763–1838 Givry), französischer General während der Französischen Revolution und des Ersten Kaiserreichs, später Winzer in Givry
- Vivant-Jean Brunet-Denon (Givry 1778–1866 Paris), französischer General während des Ersten Kaiserreichs und Politiker

## Weinbau in Givry

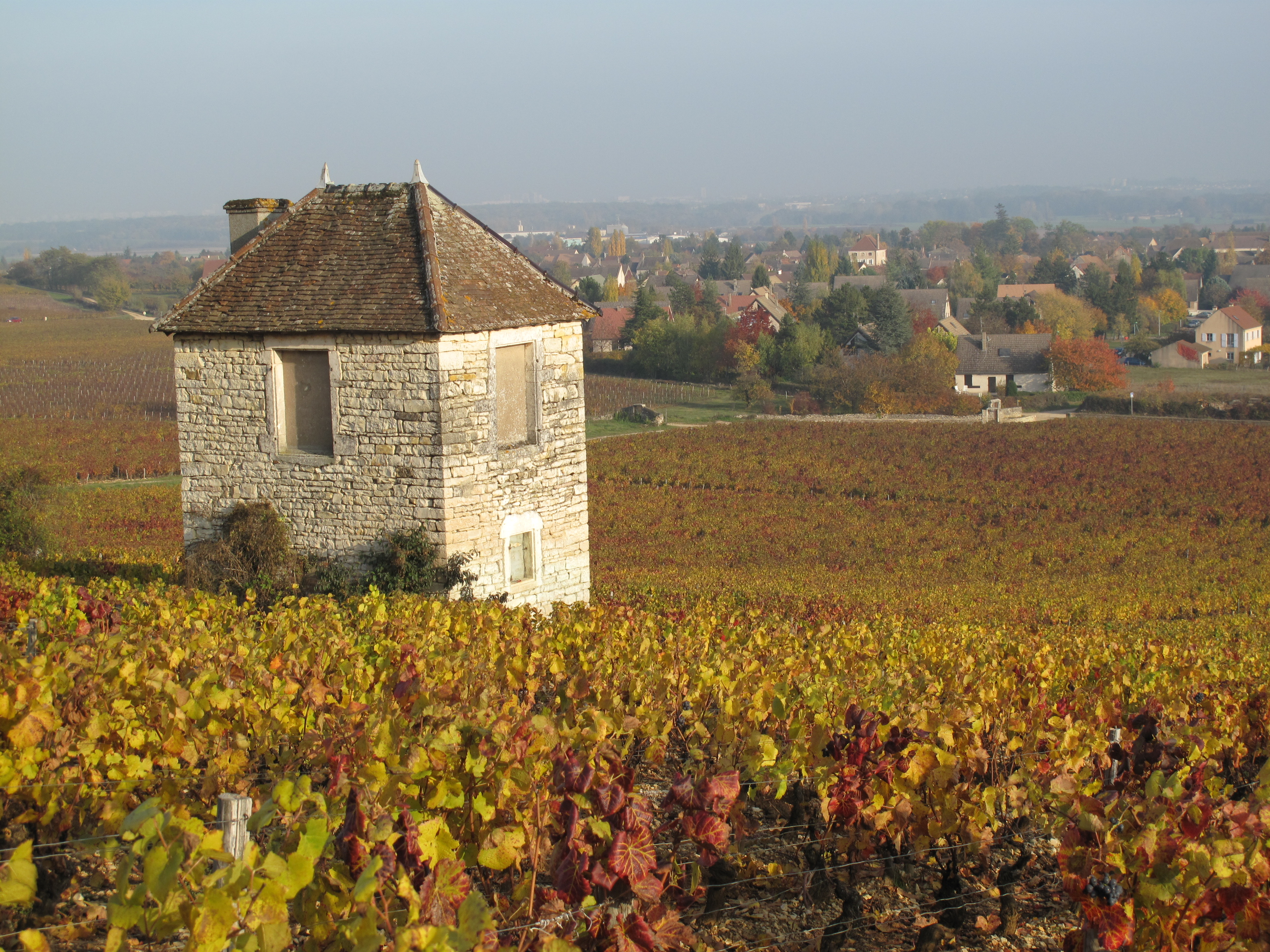
Rebflächen bei Givry

Givry besitzt eine der fünf Gemeinde-Appellationen an der Côte Chalonnaise und verfügt über 442 ha Weinanbaufläche. Davon entfallen 66 ha auf Premier Cru-Lagen. Unter der Appellation Givry wird der Wein der namensgebenden Gemeinde Givry und darüber hinaus auch Wein aus den Nachbarorten Jambles und Dracy-le-Fort verkauft.
Die Appellation gilt für Rotweine, die aus der Rebsorte Pinot noir mit Anteilen von Pinot Liébault und Pinot gris vinifiziert werden und für Weißweine aus der Chardonnay-Rebe, die hier mit Anteilen von Pinot blanc verarbeitet wird. Der Anteil der Rotweinproduktion liegt mit ca. 10.700 hl ungefähr bei 80 %. Von den mehr als 20 vorhandenen Premier Crus sind Les Grands Prétans, Clos Salomon, Clos Saint-Pierre, Petit Marole, La Baraude, Clos Marolle, Le Petit Prétan, Clos de la Servoisine, Cellier aux Moines, La Grande Berge, Bois Chevaux, Vaux und Vignes Rouges besonders hervorzuheben. Die roten 1er-Crus sind ausschließlich Weine aus 100 % Pinot Noir (Spätburgunder).
König Heinrich IV. (1553–1610) soll ein großer Freund der Weine aus Givry gewesen sein; deshalb findet man seinen Namen auch oft auf den Flaschenetiketten (Vin préféré du Roi Henri IV). Seine häufigen Besuche der Stadt hatten aber wohl eher den Besuch seiner Geliebten Gabrielle d’Estrées zum Anlass, die das nahe gelegene Schloss von Germolles bewohnte. Historisch ist der Aufenthalt des Königs im Château de Germolles nicht belegt.

## Regelmäßige Veranstaltungen
- Ein Weinfest, fête de la vigne, findet jährlich am ersten September-Wochenende statt.

- An jedem dritten Samstag des Monats Januar begeht die 'Confrérie des Chevaliers du Cep Henri IV' den traditionellen Festtag 'St.Vincent' zu Ehren des Schutzpatrons der französischen Winzer Vinzenz von Valencia, an dem jeweils ein Weinbaubetrieb der Appéllation Givry die Statue des heiligen Vinzenz für ein Jahr in Besitz nimmt und als 'gardien de la statue' (Behüter der Statue) fungiert. Morgens wird die Statue beim 'gardien' des abgelaufenen Jahres abgeholt, anschließend zur Kirche gebracht, wo die Messe zu Ehren von St. Vincent stattfindet. Danach begibt sich die Gemeinde mit der Statue zum Betrieb des neuen 'gardien', wo ein Apéritifwein (meist junger Chardonnay) als 'vin d'honneur' serviert wird. Im Anschluss findet seit 1967 das alljährliche Festbankett in der salle des fêtes (Veranstaltungssaal der Gemeinde Givry) statt, wo viele Winzer ihre Weine aus Givry vorstellen. Das Bankett ist eine äußerst lebhafte Feier, auf der jährlich neue Chevaliers (Ritter) in die Bruderschaft 'Confrérie des Chevaliers du Cep Henri IV' aufgenommen werden. Seit einigen Jahren sind in Givry vereinzelt auch Frauen aufgenommen worden.

## Städtepartnerschaften
- Mit der Weinstadt Oppenheim in Rheinhessen verbindet Givry eine Städtepartnerschaft.